# Neotypodium coenophialum
Neotyphodium coenophialum es una especie de hongo endófito, que se presenta como sinbionte de la especie Lolium arundinaceum, una especie de gramínea presente en pastizales naturales y cultivados en todas las regiones templadas. Es responsable de la enfermedad conocida como festucosis, que afecta a los animales que consumen plantas de festuca, causando intoxicaciones que generan graves pérdidas económicas y pueden llevar a la muerte de los animales.
Entre los síntomas más conocidas se cuentan el endurecimiento del pelo, y un comportamiento típico de los animales, que caminan con evidente dolor, buscan introducir sus extremidades en el agua y permanecer a la sombra. Estos últimos síntomas se deben a un aumento de la temperatura corporal —especialmente en las extremidades— y dolores musculares y articulares, que generan bajo nivel de ingesta, y por ende bajas o nulas ganancias de peso. En casos graves causa gangrena de orejas y patas. Se trata de una enfermedad similar al ergotismo que afecta a humanos. La enfermedad es causada por alcaloides producidos por el hongo, especialmente lolina.
A pesar de los recurrentes casos de festucosis, la excepcional productividad de la especie Lolium arundinaceum ha sido causa de que ésta se siga cultivando como pasto forrajero, de modo que se han buscado distintos modos de controlar la difusión de Neotyphodium coenophialum, o aún de evitar la producción de alcaloides por parte de este. Recientemente se han introducido cepas de N. coenophialum que no producen alcaloides —o los producen en baja cantidad— en cultivares de alfalfa comercial, con lo que se han generado líneas de festucas que no generan toxicidad.
El endófito genera dos clases de alcaloides, lolina y peramina, un insecticida y repelente de insectos; ambas generan, además, un aumento de la resistencia de festuca al anegamiento, mejora la tasa de utilización de nitrógeno y fósforo y resistencia a nematodes. Esas características dan una importante ventaja competitiva a las plantas infectadas sobre las sanas, lo que complica el control de la enfermedad y limita el posible uso de N. coenophialum que no producen alcaloides. No obstante, aún no se han obtenido resultados concluyentes en la investigación acerca de que estas cepas provean los beneficios atribuibles a las cepas tóxicas sobre los cultivares de festuca.
Recientes análisis filogenéticos han concluido que N. coenophialum es un híbrido con tres ancestros conocidos: Epichloë festucae, Epichloë typhina y un ancestro extinto del género Neotyphodium, que también ha contribuido al genoma de otro endófito híbrido, Neotyphodium occultans.